# 鍛治舎巧
鍛治舍 巧（かじしゃ たくみ、1951年5月2日 - ）は、元アマチュア野球選手であり、現アマチュア野球指導者及び野球解説者。松下電器、オール枚方ボーイズ、秀岳館高等学校監督、岐阜県立岐阜商業高等学校監督を歴任。2024年10月、再びオール枚方ボーイズ監督に就任。

## 経歴
県立岐阜商業高校では3年生の時、エース、四番打者として1969年の選抜大会に出場。2回戦（初戦）で比叡山高の間柴茂有投手に投げ勝ち、大会通算100号本塁打を放つ。準々決勝では博多工の岩崎清隆投手に抑えられ、3-9で敗退。同年夏は中堅手として三岐大会決勝に進出するが、エース上西博昭を擁する三重高に敗退、甲子園出場を逸する。
その後、早稲田大学にスポーツ枠で進学。1年春からベンチ入り、5季連続打率3割以上を記録し中心選手として活躍。東京六大学野球リーグでは1年下のエース矢野暢生や同期大橋功男らの投手陣を擁し、9季ぶりとなる1973年春季リーグ戦の優勝に貢献した。直後の全日本大学野球選手権大会では2回戦で愛知学院大に敗れる。同年の第2回日米大学野球選手権大会日本代表に選出され、四番打者を務めている。リーグ通算84試合出場、280打数87安打、打率.311、6本塁打、60打点。ベストナイン（外野手）2回受賞。大学同期に楠城徹捕手、鈴木治彦一塁手がいた。
卒業時には、広島東洋カープ、近鉄バファロース、太平洋クラブライオンズからの誘いを受けたが、指名されることはなく、早大卒業後は松下電器産業（現・パナソニック）に入社。1974年の都市対抗では新日鉄堺の補強選手としてチームの準決勝進出に貢献。直後に来日したキューバ代表と社会人野球選抜の交流試合にも出場。エース山口高志を擁し、同年の社会人野球日本選手権に出場するが2回戦（初戦）で敗退。2年目の1975年にも都市対抗に出場。同年秋のドラフト会議で阪神タイガースから2位指名を受けて、会社の人々は行くように勧められたが、入団を拒否する。1977年の社会人野球日本選手権では福間納らの好投もあって準決勝に進むが、電電四国の小原慶司に0-1で完封負け。1979年の社会人野球日本選手権では一塁手、四番打者として活躍。決勝で住友金属に敗退するが敢闘選手賞を獲得した。1981年に現役を引退。
引退後は1987年に松下電器野球部の監督に就任（1991年まで）。この他にも同部長やアマチュア日本代表のコーチも歴任した。また社業にも専念し中村邦夫社長時代に労政部長を歴任。１万人のリストラといわれる実務を担当した。その後は広報部長に転じて広報宣伝担当の専務の座に就くまで出世した。会社に批判的な記事が出るとそのメディアに押しかけて行き圧力をかけて担当記者を交代させる剛腕なところもあったとされる。
津賀一宏社長就任後の役員体制見直しに伴い、中村邦夫社長時代から務めたブランドコミュニケーション本部長・宣伝担当を2013年10月1日付で更迭され、専務役員待遇のまま企業スポーツ推進担当へと異動した。パナソニックと関係の深いガンバ大阪の取締役を務めていた時期もある。
少年野球では大阪府枚方市を本拠とするボーイズリーグのチーム「オール枚方ボーイズ」の監督を務め、2002年、2008年、2010年と全日本中学野球選手権大会 ジャイアンツカップで3度優勝に導いている。
2014年3月31日付でパナソニック専務役員を退任した。同年3月24日に4月1日付で熊本県の秀岳館高等学校野球部監督に就任することが発表された。同時に、系列校の中九州短期大学副学長にも就いている。2年目の2015年の秋季九州大会で優勝し第46回明治神宮野球大会に出場。翌2016年の第88回選抜高等学校野球大会で準決勝に進出。夏の第98回全国高等学校野球選手権大会でも準決勝に進出した。この年のU-18日本代表選手に九鬼隆平、松尾大河が選出された。2016年の秋季九州大会では準決勝で福岡大大濠に敗れたが翌年の第88回選抜高等学校野球大会出場校に選出された。2017年2月に学校側の方針で監督交代を模索している事が明らかになるが、OB会や保護者から続投の嘆願書が集められ、結局学校側も方針を変えて同年3月に2019年春までの続投要請を行ない、これを受諾している。選抜大会では大阪桐蔭に1 - 2で敗れたが、三季連続でベスト4に進出した。
2017年7月、選手権熊本大会準々決勝で勝利後、突発性不整脈と診断され1週間ほど入院。準決勝・決勝は、責任教師が代行監督を務めた。7月27日に退院し、28日から練習に合流。8月6日、本戦開会式リハーサル前の監督対談後、今季限りで退任することを表明した。退任の理由は体調面の不安とは関係なく、「進退は自分で決めると言ったが、いい時期かなと思った。選手も自分たちでできるようになり、指導者も育ってきた」と説明した。選手権大会は2回戦で広陵高校に敗れたが、U-18日本代表に川端健斗と田浦文丸の投手二名が選ばれた。
2017年12月25日、翌2018年3月1日付で母校である岐阜県立岐阜商業高等学校の監督に就任することが発表された。在任中は2020年春（開催中止）、2021年春、2021年夏、2022年夏の計4回、チームを甲子園に導いた。2024年8月末で監督を退任。2024年10月よりオール枚方ボーイズの監督に復帰した。

## 監督として
秀岳館高校監督に就任した2014年に、かつて指導したオール枚方ボーイズからの入学者は5名、翌年は4名入学したがボーイズ時代に主力だった選手はほとんどいなかった。練習にPDCAサイクルを導入し、選手の技能と意識向上を心掛けてた。投手については、「一大会で一人の投手が600球も投げるのは、その投手の将来を思ったら避けたほうがいい」という考えから、複数の投手を育て、継投策を採ってきた。打者に関しては、ファーストストライクからフルスイングし、追い込まれたら一転、ノーステップ打法に変えるという指導をしてきた。これは鍛治舎がアマチュア野球の日本代表にコーチとして帯同した当時、世界最強といわれたキューバに対抗すべく用いた策だった。
監督を歴任したオール枚方ボーイズ、秀岳館高校および県立岐阜商業高校では、いずれも松下電器野球部の配色（青と黄色）を踏襲したユニフォームを採用している。
県岐阜商では、95年続いた伝統ある白地に濃紺で「GIFUSHO」と書かれたユニフォームを、同一の書体で白地に黄色がかった山吹色の胸文字に変更し（その後青色に再変更）、帽子のマークは「G」から前任の「Shugakukan」を模した「Ken Gifusho」の二段文字となったユニフォームに変更させた。その後、監督退任直前の2024年春季岐阜県大会から、伝統のデザインに回帰したが、アンダーシャツを過去4度の優勝時と同じ白色とした。
日本の高校野球において選手は髪型を丸刈りにする風潮があるが、鍛治舎は県立岐阜商業高校での指導において、髪型を短くしすぎることを禁止している。理由について「髪形で決意を表すなんて安易なことはやってほしくない。言動はプレーで表せばいい」と説明している。
2021年9月、岐阜県教育委員会は緊急事態宣言下において小中高校の部活動を原則休止するよう通達していたが、鍛治舎は通達に従わずに野球部の練習を指揮していた。その際、部員が頭部に打球を受ける事故が発生したが、119番通報せず、その場にいた保護者の自家用車で部員を病院に搬送させていたことが明らかになった。

## 指導した主な選手
- 潮崎哲也
- 水本勝己
- 小池秀郎
- 古池拓一
- 国吉佑樹
- 山足達也
- 宮本秀明
- 藤吉優
- 姫野優也
- 松尾大河
- 九鬼隆平
- 田浦文丸
- 藤原恭大
- 小園海斗
- 髙木翔斗
- 濱将乃介
- 佐々木泰

## 高校野球解説者として
1985年の選抜大会からNHKの野球解説者として高校野球の実況放送に携わっている。どんなプレーに対しても冷静に分析し、高校球児たちを温かい目線で見守る独特の解説には定評があった。社業に専念するため1992年の選抜大会で降板するも、1998年の選抜大会から再び担当している。
なお再び社業への専念を理由に、2010年の第92回全国高等学校野球選手権大会をもって解説の降板を表明。最後の解説は同大会の決勝戦（8月21日興南高等学校対東海大学付属相模高等学校）のテレビ中継であり、試合後には解説者降板にあたってのメッセージも残している。